# 合柱兰
合柱兰（学名：Diplomeris pulchella）为兰科合柱兰属下的一个种。